# Alassoya
Alassoya est une ville et une sous-préfecture de la préfecture de Forécariah, dans la région de Kindia, dans l'ouest de la Guinée.

## Climat et végétation
Climat de savane avec hiver sec (Aw). En septembre 2024, lors des pluies diluviennes, la sous-préfecture a été coupée du reste de la préfecture du fait des inondations,.